# 江西河流列表
江西河流列表，列舉全部或部分在江西省境內的河流，並依照流域排列；支流則由河口至源頭排序。

## 長江水系
- 長江
  - 鄱陽湖
    - 博阳河
    - 修水
      - 潦河
        - 北潦河

      - 武寧水
      - 东津水

    - 赣江
      - 锦江
      - 袁水
      - 恩江
      - 禾水
        - 泸水
        - 牛吼河（灉水）

      - 泷江（孤江）
      - 珠林江
      - 蜀水
      - 遂川江
      - 章水
        - 上犹江：跨省河流，上游位於湖南省境內。
          - 龙华河

      - 贡水（会昌江）
        - 桃江
        - 平江
        - 梅江
          - 琴江

        - 濂江
        - 湘水
        - 绵水

    - 西河
    - 鄱江
      - 昌江：跨省河流，上游稱南宁河，位於安徽省境內。
      - 乐安江

    - 信江
      - 白塔河
      - 铅山河
      - 泸溪河
      - 丰溪（永丰溪）：跨省河流，上游位於福建、浙江境內。
        - 十五都港：跨省河流，上游位於福建境內。
        - 棠嶺港：跨省河流，中游位於福建境內，上游位於浙江境內。

      - 金沙溪

    - 抚河（盱江）
      - 宜黄水
        - 崇仁河

      - 黎滩河

  - 富水
    - 龍港河：跨省河流，下游位於湖北省境內。

  - 洞庭湖
    - 湘江
      - 淥水：跨省河流，下游位於湖南省境內。

## 珠江水系
- 珠江
  - 东江
    - 定南水：跨省河流，下游位於廣東省境內。
    - 尋烏水：跨省河流，下游位於廣東省境內。

  - 北江
    - 湞水：跨省河流，下游位於廣東省境內。